# Carolyn Ferriday
Carolyn Woolsey Ferriday, née le 3 juillet 1902 et morte le 24 avril 1990, est une philanthrope et actrice américaine connue pour son engagement au cours de la Seconde Guerre mondiale. Elle est impliquée dans la reconnaissance auprès du public américain des Lapins de Ravensbrück, nom désignant les femmes polonaises victimes d'expérimentations médicales nazies dans le camp de Ravensbrück.

## Biographie

### Enfance
Caroline Ferriday nait le 3 juillet 1902. Ses parents, Eliza et Henry Ferriday acquièrent la Bellamy-Ferriday House, en 1912. La famille y passe ses étés et vit à New York le reste du temps[réf. souhaitée].

### Carrière d'actrice
Elle fait ses débuts dans la pièce de Shakespeare, Le Marchand de Venise, avec le rôle de Balthazar.

### Activisme philanthropique
Ferriday se porte volontaire au consulat général de France à New York. Elle travaille aussi auprès de l'Association des Déportées et Internées Résistantes (ADIR) afin d'aider les orphelins français.

### Les «Lapins» de Ravensbrück
Ferriday s'implique dans la reconnaissance auprès du public américain des « Lapins », nom désignant les femmes polonaises victimes d'expérimentations médicales nazies dans le camp de Ravensbrück.
Ferriday rencontre Anise Postel-Vinay de l'Association nationale des anciennes déportées et internées de la Résistance (ADIR), qui la met en contacte avec deux victimes de Ravensbrück, Nina Iwańska et Helena Piasecka. Dès lors elle s'engage énergiquement pour que ces victimes obtiennent reconnaissance et réparations.
Ferriday prend contact avec Norman Cousins pour écrire un article dans le Friends Journal dont l'objectif est alors de sensibiliser les lecteurs et lever des fonds pour les survivantes des expérimentations médicales nazies au camp de concentration de Ravensbrück,. Elle permet à 35 de ces femmes de rejoindre les États-Unis pour des opérations de chirurgie reconstructive. Elle visite Varsovie, en Pologne, en 1958 pour rencontrer ces femmes et préparer leur voyage. Elle y retourne au courant de la même année avec le docteur William Hitzig, qui avait déjà travaillé avec les « Hiroshima Maidens », pour évaluer les soins médicaux nécessaires.
Carolyn Ferriday a écrit trois article sur les « Lapins » qui la considéraient comme une grande amie et même l'appelaient leur « marraine ». Elles se rendent aux USA de décembre 1958 à décembre 1959 et visitent l'ensemble du pays, hébergées dans des familles d’accueil et recevant des soins médicaux. Carolyn Ferriday, elle-même, en accueille quatre pour Noël. Elles se retrouvent toutes à l'été 1959 pour aller de San Francisco jusqu'à New York avec un arrêt important à Washington D.C., où elles rencontrent des sénateurs et des représentants. Ferriday reste en contact avec plusieurs de ces femmes après leur départ des États-Unis[réf. souhaitée].
Elle prend également contact avec Benjamin Ferenzc au nom de l'ADIR, en charge de collecter les preuves pour le procès des Einsatzgruppen à Nuremberg afin qu'il l'aide à obtenir réparations pour les victimes.

### Décès et reconnaissance posthume
Carolyn Ferriday est décédée le 24 avril 1990 à l'âge de 87 ans. Une cérémonie commémorative a eu lieu le jour suivant à l'église du Christ de Bethléem.
Elle est une des trois protagonistes du roman historique Lilac Girls de Martha Hall Kelly,.

### Décorations
Ferriday a été décorée de la Croix de Lorraine et de la Légion d'Honneur par le gouvernement français dans les années 50 pour son soutien à la Résistance française et son engagement auprès des survivantes de Ravensbrück.